# Jan Wolkers
Jan Hendrik Wolkers, né à Oegstgeest le 26 octobre 1925 et mort à Westermient (île de Texel) le 19 octobre 2007, est un écrivain et artiste néerlandais.
Il est considéré comme l'un des grands de la littérature néerlandaise d'après-guerre avec Willem Frederik Hermans, Harry Mulisch, Gerard Reve et Hella Haasse.

## Biographie
Les parents de Jan Wolkers sont des protestants reformés d'Amsterdam. Ils ont onze enfants, dont Jan est le troisième. Avant la guerre 40-45 son père tient une petite épicerie. Il se distancie dès son adolescence du milieu étroit de son enfance.
Jan Wolkers va quelques années à l'école secondaire, mais doit très tôt aider à l'épicerie. Ensuite il est aide-soignant des animaux du laboratoire de l'université de Leyde, jardinier et peintre paysagistes. Pendant la guerre, Jan passe dans la clandestinité. Il prend des leçons de peinture à l'Académie de peinture à Leyde et obtient un diplôme de dactylographie, son seul diplôme. Peu après la libération, Wolkers habite Paris. De son premier mariage avec Maria, il a trois enfants, Eric (né en 1948), Eva (née 1949, mort par un accident en 1951) et Jeroen, né en 1953.
Wolkers étudie les arts plastiques à La Haye puis jusqu'en 1953 à l'École Nationale des Beaux-Arts à Amsterdam. Avec une bourse du Ministère de l'enseignement, des Art et des Sciences, il est du 15 juillet au 14 août 1954 à l'Internationale Sommerakademie für bildende Kunst à Salzbourg, fondé en 1953 par Oskar Kokoschka, ou il suit les cours du sculpteur Italien Giacomo Manzù. En 1957 il reçoit une bourse française pour suivre des cours de Zadkine à Paris.
Son deuxième mariage tourne très vite au divorce. Il digère cette déception en se mettant à écrire un roman d'amour et de deuil: Turks Fruit ((fr):Les Délices de Turquie). Ce livre devient son plus grand succès littéraire: publié en 1969 le livre est adapté à l'écran en 1973 par le réalisateur néerlandais Paul Verhoeven avec les acteurs principaux Rutger Hauer et Monique van de Ven.
Depuis 1981 Wolkers habite avec sa troisième femme Karina à Westermient sur l'île de Texel. De ce mariage, il a deux jumeaux, Bob et Tom, nés en 1981.
Sur le tard, Wolkers devient membre du Partij voor de Dieren ((fr) Parti pour les Animaux, un jeune parti politique aux Pays-Bas et il est sur la liste des élections pour le Parlement européen de 2004 et pour le Parlement néerlandais de 2006.
Jan Wolkers meurt de vieillesse dans son sommeil, le 19 octobre 2007 à 01h30, une semaine avant son 82e anniversaire dans sa maison 'Huize Pomona' à Westermient, Texel.

### Son dernier texte
Le dernier texte connu de Jan Wolkers, écrit sur invitation, est le texte pour la Grande dictée de la langue néerlandaise prévue pour le 19 décembre 2007.

## Œuvre, influences et thèmes

### Écrits
Beaucoup de ses romans reflètent l'origine protestante de Wolkers. Ses romans se caractérisent aussi par une grande franchise sur la sexualité. Il est un des premiers auteurs à afficher une telle franchise. Au début, son éditeur veut que Wolkers change les mots obscènes par des mots latins, mais Wolkers tient au réalisme des expressions.
Les livres de Wolkers sont fortement autobiographiques et reflètent sa jalousie envers ses parents et beaux-parents.

### Peintures
Un autre thème est la mort. Ses premiers tableaux sont des natures mortes avec des têtes de mort. C'est que Wolkers est confronté très tôt avec la mort. Pendant la Seconde Guerre mondiale, son frère ainé Gerrit Jan Wolkers meurt le 30 août 1944 à 22 ans à la suite d'une diphtérie.
Wolkers signe ses tableaux parfois au dos, à la mode de Mondrian, puisque selon lui, la signature détériore le tableau. En 2007, Wolkers explique que ses tableaux naissent de ce qui s'accumule en lui dans la solitude. Cela demande une vie de tout repos. L'inspiration de ses œuvres abstraites sont la mer, le paysage et le repos.

### Sculptures
Wolkers utilise beaucoup le verre dans ses sculptures, dont des exemples sont le monument Auschwitz à Amsterdam (1977) et le monument à Ceres sur la digue de l'île de Texel (2003). Ses sculptures de verre sont vulnérables et souffrent plusieurs fois de vandalisme. C'est pourquoi Wolkers utilise à la fin surtout du fer. Ainsi, son monument de Jac. P. Thijsse à l'Elemert à Texel est une combinaison de fer et de verre.

## Honneurs
En 1963, Wolkers reçoit le  Prix littéraire de la ville d'Amsterdam pour le roman Serpentina’s petticoat. Il retourne le prix en 1966 en protestation de l'action policière pendant les démonstrations à l'occasion du mariage de la princesse Béatrix avec Claus von Amsberg.
Jan Wolkers refuse en 1982 également le Prix Constantijn Huygens. En 1989, on lui décerne le Prix P.C. Hooft, mais il refuse ce prix-là en arguant que l'auteur de bandes dessinées Marten Toonder n'avait jamais eu un prix littéraire et aussi que lui-même aurait dû avoir un prix beaucoup plus tôt.
On arrête une demande pour une décoration royale puisqu'on s'attend à un refus. Mais en 2006 Wolkers accepte le titre de citoyen d'honneur de Texel.

### Traduit en Français
- Deux nouvelles extraites du recueil Gesponnen suiker (La Barbe-à-papa) (1963)

Le pasteur au chapeau de paille, traduite du néerlandais par Lode Roelandt, dans Les Lettres nouvelles, n° spécial, 1975 et
Fin de mascarade (De ontmaskering), traduite du néerlandais par Jacqueline Wesselius, dans Septentrion XIV-2, 1985.
- Les Délices de Turquie (Turks fruit, 1969), roman traduit du néerlandais par Lode Roelandt. [Paris], Éditions Pierre Belfond, 1976 - rééd. 2013.

### Filmographie
- Turkish Délices ((nl) Turks fruit/ (fr) Rahat-loukoum, Pays-Bas, 1972), film de Paul Verhoeven avec Rutger Hauer, Monique Van de Ven, Tonny Huurdeman.
- Kort Amerikaans ((fr) À l'américaine, Pays-Bas, 1979), film de Guido Pieters avec Derek De Lint, Tingue Dongelmans.
- Brandende liefde ((fr) Amour torride, Pays-Bas, 1983), film de Ate De Jong avec Monique Van de Ven, Peter Jans Rens, Ellen Vogel.
- Een roos van vlees ((fr) Une rose de viande, Suède, 1985) film de Jon Lindström.
- Terug naar Oegstgeest ((fr) Retour à Oegstgeest, Pays-Bas, 1987), film de Theo Van Gogh avec Tom Janssen, Hidde Kuiper, Geert De Jong.